# Доменіко Капелло
Домініко Капелло (італ. Domenico Capello, 11 серпня 1888, Турин — 7 січня 1926, Турин) — італійський футболіст, що грав на позиції півзахисника за туринські «Торіно», «П'ємонте» та «Ювентус». Учасник першої офіційної гри в історії національної збірної Італії.

## Клубна кар'єра
У дорослому футболі дебютував 1909 року виступами за туринську команду «П'ємонте», а з наступного року протягом двох сезонів грав за «Торіно». 
Згодом протягом 1912—1913 років знову виступав за «П'ємонте», після чого продовжив виступи у ще одній туринській команді, «Ювентусі». Грав за «Юве» до припинення футбольних змагань в Італії у 1915 році через Першу світову війну.
Помер 7 січня 1926 року на 38-му році життя в рідному Турині від туберкульозу.

## Виступи за збірну
15 травня 1910 року був включений до складу національної збірної Італії на її перший в історії офіційний матч — товариську гру проти збірної Франції, в якій італійці перемогли з рахунком 6:2.
За 11 днів відіграв у своєму другому і останньому матчі за національну команду, в якому вона поступилася з рахунком 1:6 збірній Угорщини, що відповідно стало першою поразкою в історії італійської футбольної збірної.
| Дата      | Місто    | Господарі | Результат | Гості   | Турнір           | Голи | Примітки                               |
| --------- | -------- | --------- | --------- | ------- | ---------------- | ---- | -------------------------------------- |
| 15-5-1910 | Мілан    | Італія    | 6 – 2     | Франція | товариський матч | -    | Перша гра в історії збірної Італії     |
| 26-5-1910 | Будапешт | Угорщина  | 6 – 1     | Італія  | товариський матч | -    | Перша поразка в історії збірної Італії |
| Усього    |          | Матчів    | 2         |         | Голів            | 0    |                                        |